# 行松泰弘
行松 泰弘（ゆきまつ やすひろ）は、日本の文部官僚。北海道大学大学院工学研究院教授や、内閣府宇宙開発戦略推進事務局審議官を経て、文部科学省大臣官房サイバーセキュリティ・政策立案総括審議官。

## 人物・経歴
大阪府貝塚市出身。大阪府立岸和田高等学校を経て、1988年立命館大学法学部卒業。立命館大学法友会出身で、のちに法友会同窓会朋友会に所属。
1988年科学技術庁入庁。1995年科学技術庁原子力局技術振興課核融合開発室長補佐。1996年科学技術庁研究開発局宇宙利用課長補佐。
1997年外務省在ロシア日本国大使館二等書記官。1998年同一等書記官。2000年科学技術庁研究開発局ライフサイエンス課長補佐。2001年放射線医学総合研究所企画室総括研究企画官。
2003年文部科学省大臣官房国際課国際協力政策室長。2004年文部科学省大臣官房総務課企画官。2006年文部科学省生涯学習政策局社会教育課地域学習活動推進室長。
2007年科学技術振興機構理数学習支援部長。2008年国際科学技術センター事務局次長（国際機関派遣）。2010年文部科学省科学技術・学術政策局調査調整課長。2011年文部科学省科学技術・学術政策局科学技術・学術戦略官。
2012年から北海道大学大学院工学研究院工学系教育研究センター教授を務め、担当の工学院共通科目「科学技術政策特論」に、北海道大学OBでもある土屋定之客員教授（のちに文部科学事務次官）を招聘するなど教鞭を執った。2014年文部科学省研究振興局基礎研究振興課長。2016年内閣府宇宙開発戦略推進事務局参事官。2018年内閣府宇宙開発戦略推進事務局審議官。2020年文部科学省大臣官房サイバーセキュリティ・政策立案総括審議官。2021年科学技術振興機構副理事。2022年北海道大学理事。

## 著書
- 『ロシア科学技術情勢 : 模索続くソ連からの脱皮』（林幸秀編著,神谷考司, 津田憂子と共著）丸善プラネット 2014年